# Богоя Стоянов
Богоя Стефанов Стоянов с псевдоним II Вардарски е български революционер, деец на Вътрешна македоно-одринска революционна организация.

## Биография
Богоя Стоянов е роден на 19 февруари 1877 година в битолското село Простране, тогава в Османската империя. Завършва четвърто отделение и работи като терзия. Присъединява се към ВМОРО и е избран за районен началник в Горни Демир Хисар. Като такъв участва на Битолския окръжен конгрес от 1906 година. През 1907 година е арестуван от турската власт и е осъден на 101 години затвор. След Младотурската революция от юли 1908 година е амнистиран и освободен.